# Hebeloma arenosum
Hebeloma arenosum är en svampart som beskrevs av Burds., Macfall & M.A. Albers 1986. Hebeloma arenosum ingår i släktet fränskivlingar och familjen Strophariaceae.   Inga underarter finns listade i Catalogue of Life.